# Цариця полів
«Цариця полів» (англ.  King Corn) — документальний фільм, що вийшов у жовтні 2007 року. Його герої — друзі по Єльському коледжу Ян Чейні та Кертіс Елліс (режисер Аарон Вулф), які переїхали з Бостона в округ Батлер, Айова, щоб виростити своїми руками акр кукурудзи. В процесі фільму ми дізнаємося як та чому кукурудза стала домінантою культурою на полях США, про роль, яку відіграє цей злак у житті американського суспільства, про урядове субсидування, яке спонукує фермерів вирощувати дедалі більше кукурудзи. У фільмі бере участь Ірл Батц, автор урядової програми стимулювання промислового фермерства, якому на момент виходу фільму виповнилося 98 років.
Згідно з фільмом, зворотною стороною укрупнення виробництва і домінування кукурудзи, є руйнування сімейних ферм, скуповування їхніх земель агрогігантами і міграція людей у міста. Широке впровадження генетично модифікованих рослин, добрив, гербіцидів і пестицидів призводить до серйозних екологічних проблем (детальніше про це розповідається в наступному фільмі тих же авторів, «Велика річка»). Перевиробництво кукурудзи змушує застосовувати її, наприклад, для виготовлення кукурудзяного сиропу, який активно застосовується у прохолодних напоях і іншому фастфуді, призводячи до відомих проблем, на кшталт ожиріння.

## Критичні відгуки
Фільм отримав загалом позитивні відгуки і був нагороджений премією Пібоді. На агрегаторі Metacritic фільм отримав середню оцінку 70 (за 15 професійними відгуками). На Rotten Tomatoes фільм отримав середню оцінку 7.6 (за 24 оглядами критиків)